# Ratolí marsupial cuallarg petit
El ratolí marsupial cuallarg petit (Sminthopsis dolichura) és un ratolí marsupial, recentment descobert, descrit el 1984. Fa 150-200 mm del musell a la cua, dels quals 65-50 mm del musell a l'anus i 85-105 mm de la cua. Les potes posteriors mesuren 16-17 mm, les orelles 17-19 mm i l'animal en general pesa 10-20 grams.